# День Шакала (телесеріал)
День Шакала (англ. The Day of the Jackal) — британський телесеріал, заснований на однойменному романі Фредеріка Форсайта. У головних ролях — Едді Редмейн і Лашана Лінч. Сценарист і автор шоу — Ронан Беннетт, продюсер — Крістофер Холл, а режисери — Браян Кірк, Ентоні Філіпсон, Пол Вілмшерст і Ану Менон. У листопаді 2024 року серіал було продовжено на другий сезон.
«День Шакала» отримав позитивні відгуки критиків і отримав дві номінації на премію «Золотий глобус», — найкращий телесеріал — драма і найкраща чоловіча роль у телесеріалі — драма для Редмейна.

## Сюжет
Переосмислений у сучасній політичній обстановці, цей серіал заснований на класичному романі, в центрі якого — безжальний британський вбивця, відомий лише як «Шакал», і офіцер розвідки, який має намір схопити його.

## Акторський склад

### Головний
- Едді Редмейн у ролі «Шакала»[en], всесвітньо відомого вбивці, який використовує різноманітні маскування та псевдоніми.
- Лашана Лінч у ролі Б'янки Пуллман, агента MI6, експерта з вогнепальної зброї та колишнього офіцера поліції в Секції 303, яка починає розслідування Шакала.
- Урсула Корберо — Нурія, іспанська дружина Шакала, яка знає його як «Чарльза Калтропа».
- Чуквуді Івуджі — Осіта Гелкроу, високопоставлений співробітник МІ-6 у Секції 303 і прямий начальник Б'янки.
- Халід Абдалла[en] в ролі Улле Дага Чарльза, палестинсько-естонського мільярдера, технологічного підприємця та активіста, який стає мішенню Шакала.
- Лія Вільямс[en] у ролі Ізабель Кірбі, заступника начальника штабу MI6, керівника Пуллман та Гелкроу в Секції 303.
- Елеонора Мацуура[en] — Зіна Янсоне, зв'язкова між Шакалом і її роботодавцем, Вінтропом.
- Суле Рімі[d] — Пол Пулман, академічний викладач і чоловік Б'янки.
- Бен Холл у ролі Деміана Річардсона, агента MI6 і колеги Б'янки в Секції 303.
- Джонджо О'Ніл[en] у ролі Едварда Карвера, «налагоджувача» в МІ-6, який розслідує ймовірні витоки інформації в Секції 303.
- Чарльз Денс — Тімоті Вінтроп, могутній фінансист і останній роботодавець Шакала.
- Нік Блад у ролі Вінсента Пайна, агента служби безпеки MI6, колишнього офіцера поліції та NCA[en] та старого друга Б'янки.

### Спеціально запрошені зірки
- Річард Дормер у ролі Нормана Стоука, зброяра[en] Шакала та колишній «чорношиїй» (англ. blackneck) Ольстерських добровольчих сил
- Адам Джеймс[en] — Джеремі Вайтлок, міністр закордонних справ
- Джерард Кернс[en] у ролі Гері Кобба, солдата спецназу британської армії, який служив споттером Шакала

### Другорядний
- Флоріса Камара — Жасмін Пуллман, дочка Б'янки та Пола
- Кейт Дікі[en] — Елісон Сток, дружина Ларрі та таємне джерело Б'янки в Північній Ірландії
- Пучі Лагард[d] у ролі Маріси, матері Нурії
- Жон Аріас[d] — Альваро, брат Нурії
- Патрік О'Кейн[en] у ролі Ларрі Стоука, брата Нормана і злочинця, пов'язаного з лояльними[en] воєнізованими формуваннями
- Крісті Майєр[d] у ролі Леонори Боггс, змовниці Вінтропа

## Епізоди
| № серії | Назва серії | Режисер(и)      | Сценарист(и)    | Оригінальна дата показу | US airdate        |
| --- | ----------- | --------------- | --------------- | ----------------------- | ----------------- |
| 1 | «Епізод 1»  | Браян Кірк      | Ронан Беннетт   | 7 листопада 2024        | 14 листопада 2024 |
| «Шакал», високоефективний вбивця, влаштовує атаку під фальшивим прапором, щоб поранити Еліаса Феста, сина ультраправого німецького політика Манфреда Феста. Це приводить старшого Феста до лікарні, де Шакал вбиває його пострілом зі снайперської гвинтівки на рекордній відстані. Переглядаючи кадри, на яких Шакал залишає місце події, експерт MI6 з вогнепальної зброї Б’янка Пуллман розуміє, що він використовував снайперську гвинтівку зі складаним стволом. Вона припускає, що зброю виготовив північноірландський зброяр Норман Стоук. Тим часом анонім пропонує Шакалу 10 мільйонів доларів за роботу. Під час особистої зустрічі з контактною особою Зіною Янсоне він дізнається, що метою є мільярдер Улле Даг Чарльз, який збирається випустити революційну технологію, відому як River. Шакал вимагає 100 мільйонів доларів, щоб убити таку відому та добре захищену ціль. Після повернення додому до своєї дружини Нурії той, хто замовив Шакалу вбити Феста, відмовляється платити йому. Тим часом Б'янка намагається змусити свого контакта в Белфасті, Еллісон, знайти Стоука. Коли вона зазнає невдачі, Б’янка наказує заарештувати дочку-активістку Еллісон, Емму. Однак цей план руйнується, коли під вартою у Емми зупиняється серце.                                                                                             |             |                 |                 |                         |                   |
| 2 | «Епізод 2»  | Браян Кірк      | Ронан Беннетт   | 7 листопада 2024        | 14 листопада 2024 |
| Б'янка приховує смерть Емми, щоб змусити Еллісон знайти Стоука. Під своїм псевдонімом Шакал проводить час у своєму будинку в Іспанії, з Нурією та їхнім сином Карліто. Однак, він змушений залишити достроково, коли отримує інформацію про джерело утриманої оплати за вбивство Феста. Підкинувши Шакала до аеропорту, Нурія випадково прослідковує за ним після того, як він ненадовго повернувся до їхнього міста, щоб відвідати свій банк, що змусило її припустити, що у нього роман на стороні. Після повторного прибуття до Мюнхена Шакал змушений відволіктися, щоб знову зустрітися з Зіною, яка підтверджує, що її роботодавець, Тімоті Вінторп, погодився на умови Шакала. Однак, вона також повідомляє йому, що вбивство має бути завершено протягом місяця, перш ніж Улле зможе запустити Рівер; Шакал погоджується. Після подальшого розслідування в Мюнхені, Шакал виявляє, що його найняв саме Еліас і відмовляється платити йому, будучи підстреленим. Тим часом, продовжуючи розслідування вбивці, Б’янка припускає, що він є британцем і колишнім військовим. Еллісон отримує номер телефону Стоука, і Б’янка відправляється в Білорусь, щоб заарештувати його. Однак операція йде не так, і Сток вбиває двох колег Б’янки перед тим, як втекти, змусивши Б’янку повірити, що йому натякнули.                                          |             |                 |                 |                         |                   |
| 3 | «Епізод 3»  | Браян Кірк      | Ронан Беннетт   | 7 листопада 2024        | 14 листопада 2024 |
| Після операції в Білорусі Б’янка використовує вилучену валізу з місця розташування Нормана, щоб довести, що він зробив складану снайперську гвинтівку, яку можна було провезти контрабандою через митницю. Її начальники, Ізабель Кірбі та Осіта Хелкроу, тримають її на розслідуванні. Фіксатор МІ-6 Карвер починає розслідувати джерело витоку інформації про Білорусь, підозрюючи Б’янку, її колегу Деміана, а також Кірбі та Гелкроу. У Німеччині, коли Шакал готується проникнути на похорон Манфреда, щоб дістатися до Еліаса, він телефонує Нурії. Вона сперечається з ним про те, що бачила його. Він намагається довести, що у нього немає роману на стороні, але в Нурії залишаються підозри. За допомогою матері та брата вона обшукує домашній офіс Шакала. Вони знаходять приховане сховище. Еллісон і її чоловік Ларрі прибувають до Лондона, щоб упізнати тіло Емми. Еллісон сердито дорікає Б’янці, а Норман зв’язується з Ларрі та розповідає, що з ним сталося. Ларрі конфліктує з Еллісон і нападає на неї, дізнавшись, що вона – кріт. Шакал проникає на похорон Манфреда та викрадає Еліаса, щоб посваритися з ним, перш ніж застрелити його. Слідкуючи за слідом, Б’янка дізнається кодове ім'я вбивці: «Шакал». Нурія та її родина проникають у сховище, яке Шакал бачить через камеру відеоспостереження, коли залишає Німеччину. |             |                 |                 |                         |                   |
| 4 | «Епізод 4»  | Ентоні Філіпсон | Ронан Беннетт   | 7 листопада 2024        | 14 листопада 2024 |
| Повертаючись з Мюнхена через Францію, Шакал потрапляє в невелику автомобільну аварію і змушений вбити автомобіліста і поліцейського, щоб втекти. Співробітникам МІ-6 стало відомо, що Шакала знову найнято, хоча вони не знають про особу цілі. Розслідуючи його далі, Б’янка виявляє, що єдиний ветеран британської армії, здатний зробити постріл, Олександр Дагган, вважається загиблим від вибуху СВП в Афганістані в 2013 році. Шакал переконує Нурію приєднатися до нього в Парижі, де він стверджує, що займається вирішенням проблем, пов'язаних із корпоративним шпигунством, завоювавши її довіру. Незважаючи на занепокоєння щодо зворотного удару після вбивства Еліаса, Вінтроп і його змовники вирішують зберегти послуги Шакала для змови проти Улле. Тим часом Ларрі вбиває Еллісон і втягує Б'янку в пастку. Їй ледь вдалося втекти за допомогою агента охорони Вінсента Пайна, якого вона просить перепризначити в її команду. Вона повертається додому, щоб побачити, що Ларрі взяв у заручники її дочку Жасмін. Б'янка стріляє і ранить Ларрі, і лише Жасмін утримує її від його вбивства. Шакал прибуває до Таллінна, щоб розпочати підготовку, ледь не впавши насмерть під час розвідки місця для запуску «Рівер» Улле. Повернувшись до свого готельного номеру, він виявляє, що Зіна вистежила його.                               |             |                 |                 |                         |                   |
| 5 | «Епізод 5»  | Ентоні Філіпсон | Джессіка Сінярд | 7 листопада 2024        | 14 листопада 2024 |
| У Таллінні Шакал змушений включити Зіну в свій план. В Іспанії Нурія скептично ставиться до його історії. Шакал зв'язується зі Стоуком, щоб створити зброю для вбивства Улле. Однак, оскільки Норман був поранений, тікаючи від Бьянки, Шакал їде до Будапешта, щоб допомогти йому зібрати рушницю. Вони виготовляють зброю за допомогою 3D-принтера, щоб сховати її в ортопедичному черевику. Стоук зізнається, що йому допоміг втекти хтось із MI6. Повернувшись до Лондона, після нападу Ларрі, чоловік і донька Б’янки йдуть з дому. Б'янка та Вінсент мучать Ларрі, щоб знайти Стоука. Дізнавшись, що він у Будапешті, Б’янка також дізнається, що Улле є метою Шакала. MI6 відстежує місцезнаходження Стоука, що спонукає Б'янку та Вінсента прибути до Будапешта. Шакал бачить, як вони наближаються до майстерні Стоука, і попереджає його, але Стоука схоплюють. Шакал змушений убити Стоука, щоб замести сліди, перш ніж ледве втекти від переслідування Б’янки. Однак його вирубає фермер, коли він ховається в сараї. |             |                 |                 |                         |                   |
| 6 | «Епізод 6»  | Пол Вілмшерст   | Чарльз Каммінг  | 14 листопада 2024       | 21 листопада 2024 |
| Взятий у полон фермером Аттілою, Шакал намагається домовитися про своє звільнення. Коли це не вдається, він вбиває Аттілу та його брата Габора, а потім бере в заручники батрака Ласло, щоб втекти. Команда Б'янки дізнається про смерть і починає розслідування. Шакал дзвонить Нурії, щоб зізнатися, що він може не повернутися додому. Вона пропонує йому допомогти, приїхавши до Будапешта. Улле, готуючись до запуску «Рівер», стикається із спротивом своєї ради директорів, яку він ігнорує. Повернувшись до Будапешта під час національного полювання на нього, Шакал звільняє Ласло, а не вбиває його, погрожуючи йому мовчати. Нурія приїжджає в місто і допомагає Шакалу переодягнутися в літнього інваліда-візочника, щоб пройти митницю. За іронією долі, він сидить позаду Б'янки в рейсі до Таллінна. Після прибуття Шакал заманює і спокушає Расмуса, робітника, якого він раніше зустрічав на місці проведення. |             |                 |                 |                         |                   |
| 7 | «Епізод 7»  | Пол Вілмшерст   | Шям Попат       | 21 листопада 2024       | 28 листопада 2024 |
| Шакал просить Зіну допомогти розібратися з Б'янкою та Вінсентом. Зіна посилає оперативний загін, щоб напасти на них біля британського посольства, але Б'янка та Вінсент вбивають нападників. Брат Нурії, Альваро, бере велику суму грошей і рушницю зі сховища Шакала для комерційної угоди, Шакал таємно спостерігає за ним по камерах. Шакал, видаючи себе за архітектора, продовжує обманювати Расмуса, щоб отримати доступ до місця події. Офіцер поліції впізнає Шакала за фотороботом. Б'янка та Вінсент вторглися в його колишню Airbnb, але він залишався з Расмусом. Шакал проникає на місце події та використовує схеми будівлі, які йому дав Расмус, щоб знайти схованку, прибуваючи до того, як команда безпеки Улле заблокує будівлю за два дні раніше. Чекаючи, він згадує про початок своїх стосунків із Нурією. Починається запуск, і Шакал займає позицію, щоб зробити свій постріл. Однак за кілька секунд до того, як він отримає свою можливість, інший вбивця намагається застрелити Улле, руйнуючи шанс Шакала. Він тікає, але при цьому змушений убити Расмуса. |             |                 |                 |                         |                   |
| 8 | «Епізод 8»  | Пол Вілмшерст   | Ронан Беннетт   | 28 листопада 2024       | 5 грудня 2024     |
| Після спроби вбивства змовники та Улле намагаються здійснити свої плани. Б'янка повертається до теорії про Олександра Даггана. Кірбі закликає міністра закордонних справ Джеремі Вайтлока розсекретити армійський файл Даггана. Нурія бачить випуск новин із зображенням Шакала на фотороботі та дзвонить йому, розуміючи, що він убивця. Б'янка відвідує Ларрі у в'язниці, але він покінчує життя самогубством на її очах. Хелкроу затримали за підозрою в тому, що він кріт. У спогадах Шакал, який виявився Дагганом, є снайпером у загоні, який арештовує та знищує лідерів Аль-Каїди в Афганістані. Олександр і його колега Гарі їдуть на Кіпр, щоб позаштатно вчинити вбивство на контрольованій Британією військовій базі в Акротирі. Операція з арешту високопоставленого лідера Аль-Каїди провалилася, коли загін Даггана розстріляв весільну процесію та приховав це. Пройнявшись огидою до їхніх військових злочинів, Дагган вбиває загін за допомогою замінованого автомобіля, за винятком Гері, і імітує свою смерть. |             |                 |                 |                         |                   |
| 9 | «Епізод 9»  | Ану Менон       | Ронан Беннетт   | 5 грудня 2024           | 12 грудня 2024    |
| Шакал повертається до Хорватії, щоб спостерігати за безпекою в будинку Улле на острові. Зіна сперечається з ним про його провал у Таллінні. Повернувшись в Іспанію, Шакал конфліктує з Нурією. Він визнає, що він — кіллер і обіцяє кинути після нападу на Улле. Альваро влаштовує ділову зустріч між Шакалом і місцевим гангстером Джиммі. Нурія панікує, зважаючи на жорстоку репутацію Джиммі. Шакал застрілює Джиммі з великої відстані, щоб усунути будь-яку загрозу. Кірбі припиняє розслідування MI6 за наказом Вайтлока, який таємно працює з Вінтропом. Халкроу залишається під підозрою. Після того, як Б’янка не змогла помиритися з Полом, її зацікавлення викликало повідомлення про смерть Джиммі. Шакал подорожує до Хорватії, сідаючи на човен, щоб застрелити Улле під час його ранкового плавання. Він вбиває охорону Улле, а потім застрелює його перед тим, як втекти. |             |                 |                 |                         |                   |
| 10 | «Епізод 10» | Ану Менон       | Ронан Беннетт   | 12 грудня 2024          | 12 грудня 2024    |
| Коли Улле помер, а Рівер зупинився, Б’янка звільняється з MI6. Однак Кірбі заманює її назад, щоб убити Шакала. Кірбі діє за наказом Вайтлока, оскільки змовники хочуть зв'язати всі кінці. Шакал отримав кілька поранень під час викрадення кількох транспортних засобів під час спроб залишити Хорватію, зрештою викравши літню пару. Він змушений убити їх, коли вони намагаються подолати його. Б'янка та Вінсент, які тепер діють без офіційного прикриття, охороняють іспанський маєток Шакала. Нурія покидає будинок разом з Карліто, оскільки розуміє, що вони більше не в безпеці. Шакал повертається додому і виявляє, що вони зникли. Б'янка та Вінсент заходять у будинок і вбивають Альваро, коли той їх налякав. Шакал вбиває Вінса, а потім, після протистояння, — Б'янку. Тікаючи з дому, Шакал піддається нападу людей Вінтропа. Згодом Кірбі підвищують до начальника, але Гелкроу дізнається про її двоїстість завдяки останньому текстовому повідомленню від Б’янки. У Будапешті поранений Шакал зустрічається з Зіною, яка також уникла замаху. Вона розкриває особу Вінтропа як свого роботодавця для нападу на Улле. Шакал погоджується помститися, але спершу вирушає на пошуки Нурії та Карліто. |             |                 |                 |                         |                   |

## Виробництво
Проект «Carnival Films» із «Sky» і «Peacock» було анонсовано в листопаді 2022 року. Ронан Беннетт був призначений сценаристом і шоуранером, а Браян Кірк — головним режисером, разом із Ентоні Філіпсоном, Полом Вілмшерстом і Ану Меноном. Чарльз Каммінг, Джессіка Сінярд і Шям Попат приєдналися до команди сценаристів у липні 2022 року. Продюсував усі епізоди Крістофер Холл. Едді Редмейн, Лашана Лінч, Ронан Беннетт, Гарет Нім і Найджел Марчант є виконавчими продюсерами. Серіал є переосмисленням вихідного тексту, переміщений в теперішній час, а Редмейн описує її як «зовсім інший твір», який «переосмислено та осучаснено з новою метою». Серіал також дає більше розуміння Шакала як головного героя, і Редмейн сказав, що вибрав цей проект, тому що «ідея провести належну кількість часу з цією загадкою здалася мені чудовим матеріалом».
22 листопада 2024 року серіал було продовжено на другий сезон.

### Кастинг
У березні 2023 року стало відомо, що Редмейн приєднається до акторського складу. У червні 2023 року до акторського складу приєдналася Лашана Лінч. У лютому 2024 року було оголошено про додатковий кастинг, коли до проекту приєдналися Урсула Корберо, Чарльз Денс, Річард Дормер та Чуквуді Івуджі.

### Зйомки
Зйомки серіалу, які проходили у чотирьох країнах і тривали сім місяців, розпочалися в червні 2023 року. Зйомки почалися в Будапешті, столиці Угорщини, та сусідніх регіонах. Зйомки проходили у Відні в липні 2023 року. Зйомки проходили восени 2023 року в Хорватії. Хорватські місця включають Рієку, острів Паг, Опатію та центральну Істрію.

## Показ
Прем'єра серіалу з десяти серій відбулася 7 листопада 2024 року, трансляція у Великій Британії велася на «Sky Atlantic» і «Now», а також — на «Peacock» у Сполучених Штатах. «NBCUniversal Global Distribution» розповсюджує серіал на міжнародному рівні, за межами ринків Sky, транслюючи за угодами з «Foxtel» (Австралія), «Showcase» (Канада), «JioCinema» (Індія), «Showmax» (Африка), «TVNZ+» (Нова Зеландія), Disney+ (Латинська Америка) і «SkyShowtime» (Європа) серед інших. Наступні епізоди виходили щотижня, закінчуючи 12-го грудня. NBC планує транслювати пілотну серію на американському телебаченні 30 грудня 2024 року.

## Сприйняття
На веб-сайті агрегатора оглядів Rotten Tomatoes рейтинг схвалення Дня Шакала становить 85 % на основі 47 відгуків. Консенсус веб-сайту звучить так: «День Шакала, мандрівний трилер, який стає надзвичайно правдоподібним завдяки відразливій грі Едді Редмейна, перетворює темні вчинки на добру розвагу». Metacritic, який використовує середньозважену оцінку, оцінив у 72 бали зі 100 на основі відгуків 28 критиків, що вказує на «загалом схвальні» рецензії.

## Нагороди й номінації
| Нагорода                    | Дата церемонії | Категорія                                     | Отримувач(і) | Результат | Прим.  |
| --------------------------- | -------------- | --------------------------------------------- | ------------ | --------- | ------ |
| Золотий глобус              | 5 січня 2025   | Найкраща чоловіча роль у телесеріалі — драма  | Едді Редмейн | Номінація | [ 24 ] |
| Золотий глобус              | 5 січня 2025   | Найкращий телесеріал — драма                  | День Шакала  | Номінація | [ 24 ] |
| Вибір телевізійних критиків | 12 січня 2025  | Найкраща чоловіча роль у драматичному серіалі | Едді Редмейн | Номінація | [ 25 ] |
| Вибір телевізійних критиків | 12 січня 2025  | Найкращий драматичний серіал                  | День Шакала  | Номінація | [ 25 ] |
| Супутник                    | 26 січня 2025  | Найкраща чоловіча роль у драматичному серіалі | Едді Редмейн | Номінація | [ 26 ] |